# 雄山神社

36°34′23″N 137°37′05″E / 36.573178°N 137.617919°E
雄山神社（日语：／ Oyama-Jinja */?）是日本富山縣中新川郡立山町的神社，社格是式內小社、越中國一宮、國幣小社和別表神社，主祭神是伊邪那岐神和天手力雄神，本地佛是阿彌陀如來和不動明王。氏子數目方面，《府縣鄉社明治神社誌料》和《日本社寺大觀》均記載為150戶，《式內社調查報告》記載為岩峅寺約80戶，蘆峅寺約200戶，神社本廳出版的《神社名鑑》記載為280戶。
文化財方面，雄山神社前立社壇本殿和木造慈興上人坐像是重要文化財，黃銅製佛餉鉢、牡丹花鳥雀紋鏡、蘆峅雄山神社境內杉林和越中立山岩峅寺古文書是富山縣指定文化財，若宮社殿、蘆峅雄山神社神輿、蘆峅雄山神社石燈籠、蘆峅雄山神社仲宮社叢、石造狛犬、岩峅寺湯立釜和雄山神社前立社壇境內林是立山町指定文化財。

## 位置與名稱
神社位於雄山，在山頂建有立山頂上峰本社，以東約20公里的常願寺川沿岸建有蘆峅中宮祈願殿，距離中宮祈願殿約10公里的下流則建有雄山神社前立社壇。行政區劃方面，神社原屬越中國新川郡，後為上新川郡和中新川郡，最初位於布倉村，其後布倉村易名為立山村，峰本社和中宮祈願殿均位於其中的蘆峅寺，地號分別是1和2，前立社壇則位於岩峅寺，地號是1。
雄山在《延喜式》武田家本和吉田家本的讀音均是Oyamano（ヲヤマノ），《神社覈錄》是袁夜麻，《府縣鄉社明治神社誌料》則是Oyama（ヲヤマ）和Takeyama（タケヤマ），後者僅此一例。在神佛習合時期，神社稱作立山權現，立山一般發音是Tateyama（タテヤマ），不過也有少數例子採用音讀，唸成Ryūsan（リウサン），例如前田利長書狀等等，古代發音則是。另外，也有立山雄山宮或雄山權現等稱呼，其中前者見於桑名光時奉納的神額。

## 歷史
根據神社官方說法，神明託夢予文武天皇，稱越中國目前雖然騷亂不止，但是只要讓佐伯有若前往管治的話就可以穩定下來，隨後有若便獲任命為越中國國司。當他出發前往越中國，途中經過俱利伽羅山時，天上飛來一隻白鷹，並且停在他手上。其後，長年無子的有若夫婦向東方的神山求子，有一晚神明跟他說：「我是刀尾的明神。現在賜你們一子，就命名為有賴吧。」，也就是佐伯有賴。
有天，16歲的有賴擅自拿其父飼養的白鷹去鷹獵，卻讓白鷹逃脫，他馬上去找白鷹，期間發現在岩石上有一神座（岩峅），白鷹便在其對岸的松樹上，他隨即叫喚白鷹，當白鷹快要停在他手上的時候，旁邊竹叢突然冒出一頭黑熊，受驚的白鷹再次飛走。憤怒的有賴拿出弓箭射中正在逃走的黑熊，他跟隨黑熊留下的血痕，發現在池邊蘆葦叢又有一神座（蘆峅），旁邊有三位老婦人，左手拿麻結，右手拿長杖在等候其到來。老婦人告知有賴白鷹在東邊的山上，他便隨即出發，期間得到山裡猴子的協助以藤作橋，最終順利渡河。經過七天七夜的崎嶇路途，他最終抵達山上的高原，周圍群山猶如八葉蓮華，周遭雲霧也恍惚不屬於這個世界，原野花兒盛放卻無一木，巨岩則一柱擎天，雖然當時是夏天，但是整個山谷卻都是萬年雪。
其後，有賴發現白鷹和黑熊一同進入了一岩屋（玉殿岩窟），他也緊隨其後，進洞後卻發現異常明亮。在山洞的深處，阿彌陀如來和不動明王並肩而站，其中阿彌陀如來更中了箭。有賴也驚覺自己犯下的罪孽，打算切腹的時候被阿彌陀如來和不動明王阻止。他們說道：「我們為了拯救濁世眾生而以此山來展示十界，在幾千萬年前便等候開山時機的到來。立山山峰是九品的淨土，山峰則呈現一百三十六地獄的形態，反映出因果。我們等你來開山已經等很久了，讓你父親擔任國司的是我們，讓你誕生於世上的是我們，為了引導你而化作畜生，甚至受傷的也是我們。你看看自己的名字，就是有求於你的意思啊，所以你就不需切腹了，馬上以阿彌陀如來和不動明王為伊邪那岐神和天手力雄神的本地來開山，從而發揚這座鎮護國家和濟度眾生的靈山吧。」。
同時，有賴也被告知這天是大寶元年7月25日（701年9月2日）的早上。他隨即跪拜，並且立誓將一生奉獻給立山後，便下山將此事轉告其父。其後，兩父子回京上奏此事，文武天皇聞訊後下令將自立山山頂的東西13里（約51.05公里）和南北3里（約11.78公里）的範圍視為靈域。隨後，有賴便與一眾有志之士一同開拓立山，興建社殿。同類說法也見於《伊呂波字類抄》和《和漢三才圖會》等文獻，其中《伊呂波字類抄》提到慈興（有賴）的師父是藥勢，他在大河以南建立本宮、光明山和報恩寺，慈興則在大河以北建立蘆峅和岩峅。《式內社調查報告》稱本宮為立藏神社，推測其與蘆峅、岩峅在以前均是雄山神社的麓宮。相對地，根據收錄於《大日本史料》第一編二的《師資相承》記載，立山由天台座主康濟開山，而立山權現的別當岩峅寺也是天台宗。
文獻方面，《式內社調查報告》推測大伴家持收錄於《萬葉集》內天平19年4月27日（747年6月9日）的作品（新編國歌大觀編號4024）中提到的是指雄山神。其後，根據《式內社調查報告》引述《日本三代實錄》貞觀5年9月25日（863年11月9日）條記載，指正五位下的雄山神獲升至正五位上，同時稱有些版本記載為「雄神」。
對此，《日本歷史地名大系》也提到有些說法認為雄山神與雄神相同，不過由於《日本紀略》寬平元年8月22日（889年9月20日）條記載正五位上雄山神升至從四位下，這與《日本三代實錄》貞觀12年5月29日（870年7月1日）條記載雄神從正五位上升至從四位下的描述不符，因此主張雄山神有異於雄神。另外，《式內社調查報告》也引述《越中志徵》的說法，指出雄山神與新川神的關係就如二上神社和射水神社一樣是同神同社，神階也彼此相連。而且，木倉豐信和橋本芳雄等人也視雄山神為山神和男神，新川神則是常願寺川的川神和女神，兩者密不可分，蘆峅的𪦮堂（姥堂）便為新川神。此外，根據《新熊野神社文書》養和元年12月8日（1182年1月14日）的院廳下文記載，新熊野神社的社領中包括「越中國立山外宮」，木倉豐信和高瀨重雄等人認為這是指岩峅雄山神社。
根據神社官方說法，神社在元明天皇和後醍醐天皇時期為敕願所，社殿由鎌倉幕府在文治元年（1185年）開始興建，並且受到歷代室町幕府將軍、越中守護代神保長誠以及佐佐成政等人的崇敬和保護。天正13年（1585年）8月，越中征伐爆發，神社一帶被羽柴秀吉燒毀。其後，神社由加賀藩藩主前田利家重建，並且成為加賀藩的祈願所。根據《府縣鄉社明治神社誌料》和《國史大辭典》記載，室町幕府在文明15年（1483年）讓三條西實隆起草立山勸進帳。明應元年（1492年）10月，足利義稙向神社寄進380俵3斗4貫900文。天正11年（1583年）8月，神社獲佐佐成政寄進450俵。根據《國史大辭典》記載，別當岩峅寺和蘆峅寺分別獲前田利家寄進100俵，《府縣鄉社明治神社誌料》指是神社獲寄進100俵、土地15萬步（約495867.77平方）和山林約36萬步（約1190082.64平方）。《富山縣大百科事典》則指前田利家在天正16年（1588年）寄進6萬6千坪（217,800平方米）社地和山地36萬步（118.8公頃）至神社。
1919年，神社獲東久邇宮稔彥王前來參拜，此後朝香宮鳩彥王（1921年）和秩父宮雍仁親王（1924年）均先後參拜神社。在1925年舉行的歌會始中，當時的攝政宮創作一首以立山為題材的和歌，宮內省式部職樂部樂長多忠朝基於此御製而創作的舞樂在1942年開始於神社的大祭上演奏。1926年，神社獲竹田宮恒德王和北白川宮永久王前來參拜。第二次世界大戰後，清宮貴子內親王和常陸宮正仁親王分別在1958年和1959年參拜神社。

## 社格

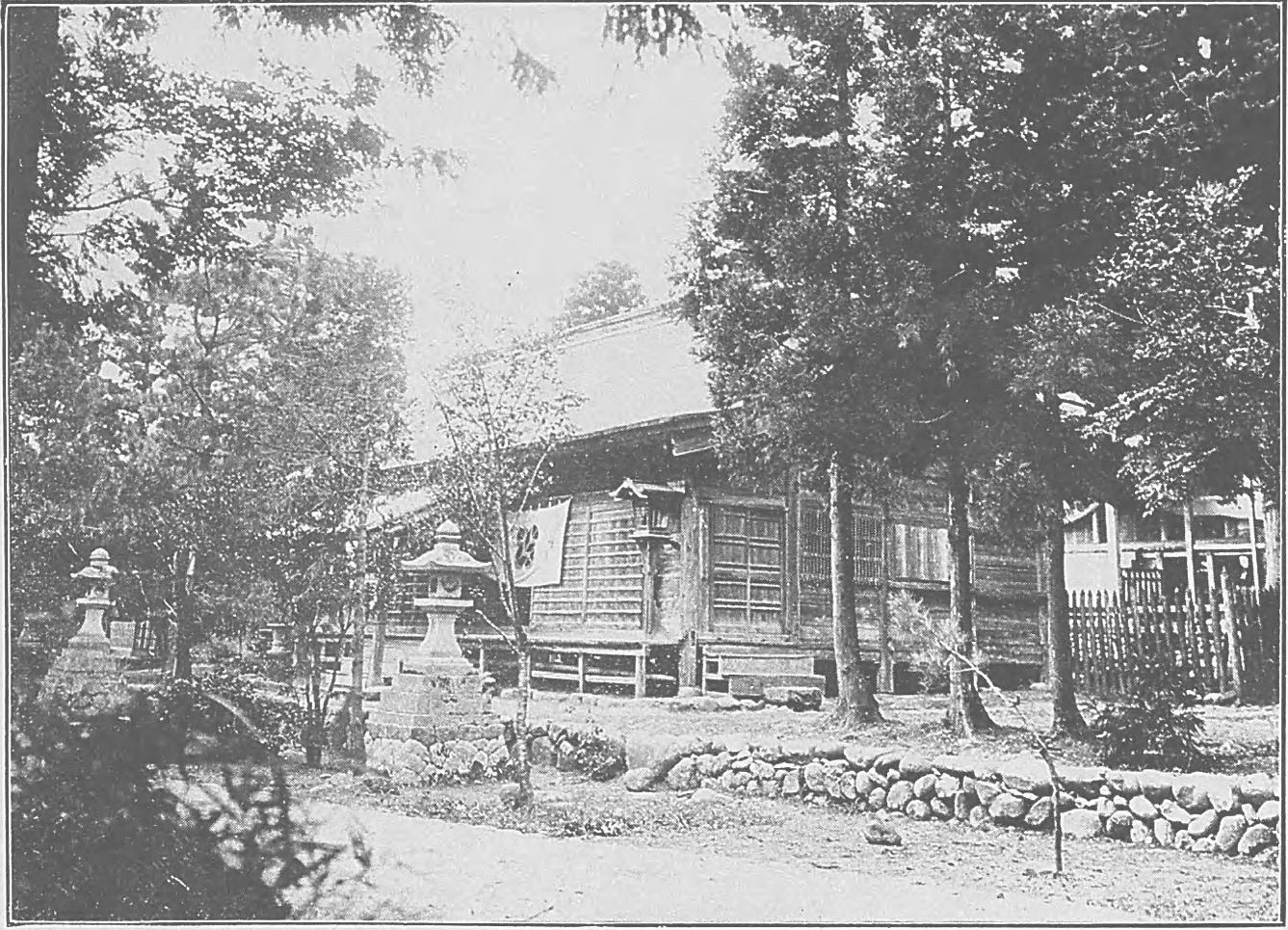
縣社時期的前立社壇

神社的社格是式內小社、越中國一宮、國幣小社和別表神社。根據《延喜式神名帳》記載，神社在新川郡七社內排最後，推測建立時期最晚。一宮方面，根據在南北朝時代編撰而成的《神道集》記載，神社以立山權現的名義獲視為越中國的一宮，《中世諸國一宮制的基礎研究》指這是神社作為一宮在文獻上首次有記載，《日本鹿子》也稱神社為一宮，其他稱為越中國一宮的尚有氣多神社、高瀨神社和射水神社。在近代社格制度實施後，神社於1873年獲列為縣社，1907年3月12日獲指定為神饌幣帛料供進社，1940年11月1日升至國幣小社。1948年9月30日，神社本廳制定「幹部和職員去留相關規定」（役職員進退に関する規程，《規程第15號》），神社列於其中第五條提到的「記載於別表的神社」（別表に掲げる神社）之內，即別表神社。

## 祭神
根據神社官方說法，神社的主祭神是伊邪那岐神（又稱伊奘諾尊）和天手力雄神（又稱天之手力雄神、手力雄命或天手力雄命），前者又稱為立山大權現雄山神，後者則是刀尾天神劍岳神。不過，根據正德3年（1713年）的《和漢三才圖會》記載，神社的祭神是伊奘諾尊，刀尾權現社的祭神才是手力雄命，《日本行腳文集》則指手力雄是相殿神，《神祇志料》則僅稱伊奘諾尊是神社的祭神。在《特選神名牒》時期開始兩神並列，以伊奘諾尊為先，天手力雄命為後，《古社寺調書》、《雄山神社御造營誌》和《富山縣政史》等則是相反，也就是說神社古時的祭神是伊奘諾尊，後來天手力雄神與其並列，最終更變成以天手力雄神為先，伊奘諾尊為後。1936年，川田順登上立山時創作的和歌甚至只有提及手力雄神。
神社也有祭神是男神和女神的說法，根據《神社覈錄》記載，相對於雄山自然有雌山，從而衍生出雌山為白山的說法。安永年間（1772年至1781年）的《立山緣起》則記載是伊奘諾和伊奘冉，《立山寶宮和光大權現緣起》也持同樣說法。明和8年（1771年），奉町尻公祿之命參拜前立社壇時奉納的和歌也提到陰神陽神。此外，《一宮巡詣記》則再加上瓊瓊杵尊，不過僅此一例。在標記方面，古文獻採用《日本書紀》的寫法伊奘諾，較新的文獻則多用《古事記》的寫法伊邪那岐，天手力雄神則仍然大多採用《日本書紀》的「雄」字寫法，《古社寺調書》則寫作「男」。在神佛習合方面，伊邪那岐神作為立山權現，其本地是阿彌陀如來，天手力雄神作為刀尾權現，其本地則是不動明王，《伊呂波宇類抄》和《恆例修正月勸請神名帳》稱為立山大菩薩，《尾張國內神名帳》稱為立山滿行大菩薩，圓空製作的神像背面銘文則刻有立山大明神。

## 境內

### 立山頂上峰本社
- 左方建築物是社務所
右方是峰本社
- 峰本社
- 社務所內部

立山頂上峰本社位於雄山山頂3,003米處，境內面積達7坪（約23.14平方），社殿由加賀藩興建，先後在寬永18年（1641年）、寬文7年（1667年）、正德元年（1711年）、寶曆5年（1755年）、天明3年（1783年）、文化4年（1807年）、文政元年（1818年）、天保10年（1839年）、弘化2年（1845年）和萬延元年（1860年）重建，現存社殿便為萬延時的建築，為正面寬2間（約3.64），長1.5間（約2.73）的三間社流造，以櫸木朝南建成，為了抵擋強風，社殿直接建於岩石之上，周圍是石垣，屋頂也鋪滿石頭。社殿以柱間分為三個部分，中央是寶庫，左右兩旁分別是伊邪那岐神和天手力雄神，右面是東鄉平八郎揮毫的「敬神」神額，左面則是乃木希典揮毫的「雄山神社」神額。此外，在雄山2,992米處另建有社務所，與此同時室堂小屋自古為峰本社參拜者的住宿地，也兼備社務所的功能，加上朝峰本社方向建有鳥居，因此也可以當作遙拜所來使用。
根據《和漢三才圖會》記載，峰本社在當時尚有一座奉納堂，《式內社調查報告》推測是寶庫或已經不存在。在江戶時代時，峰本社也曾經藏有佐伯有賴的刀矢以及行基的錫杖，但是在明治維新後散佚。管理方面，峰本社在江戶時代由岩峅寺的別當負責，明治之後由岩峅寺和蘆峅寺一同負責，國幣小社時期則一度由日本政府任命的神職負責管理。此外，當神社同時有山宮和里宮時，大多以奧宮來稱呼山宮，例如富士山、白山和日光二荒山等等也是如此，不過雄山神社的山宮卻稱為峰本社。《特選神名牒》指出這是由於岩峅和蘆峅的社僧就社地問題爭拗不斷，所以加賀藩才以此為由來阻止。

### 蘆峅中宮祈願殿
- 立山開山御廟
- 祈願殿
- 立山大宮
- 神明社
- 寶童社

蘆峅中宮祈願殿又稱中宮、根本中宮、立山中宮神社或蘆峅雄山神社，江戶時代稱為蘆峅寺（葦峅寺）或中宮寺，境內面積達8000坪（約26446.28平方），本殿是立山大宮和立山若宮，立山大宮位於境內最深處，為寬1間3尺（約2.73），長2間（約3.64）的木造瓦頂建築，立山若宮則由於建在岩石之上而又稱為岩之宮，為長寬各2間（約3.64）的木造銅版屋頂建築，以前是柿葺，正面是四面棧唐戶，據傳是在承久2年（1220年）由大內惟義建成，棟札則是天正16年（1588年），為蘆峅最古老的建築。拜殿又稱祈願殿，原本是根本中宮的講堂，在明治維新後改名，為寬7間（約12.73），長5間（約9.09）的木造瓦頂入母屋造建築，設有向拜，其背後小山丘上建有一切妻破風造神殿，以檜木建成，匾額寫有「根本中宮」四字。中宮整體雖然朝南，但是祈願殿和立山若宮朝西，境內西面則建有社務所。
境內攝社是立山開山堂，位於境內後方山腹斜坡的高處，為鋼筋混凝土建築，整體為朱紅色，原本位於境內中央的慈興上人墳墓前，為寬2.5間（約4.55），長5間（約9.09）的室町時代建築，升格為國幣小社時由於性質與佛堂相近而被拆毀，雖然一度在1953年重建，但是在1965年又毀於颱風，其後重建。該處附近建有明和8年（1771年）的法華塔、萬延2年（1861年）的供養塔、寶篋印塔和神碑立山明等等。此外，尚有立山開山御廟、末社神明宮、寶童社、神秘社、閼伽池社、稻荷社、水神社、1927年的石製明神鳥居、1940年的石製雄山神社社號標、石舞台和手水舍等等，境外末社則有庚申社。根據《越中國式內等舊社記》記載，神社曾經建有佐伯宮，但是在升至國幣小社被撤走。
| 神社名稱 | 立山大宮                                      | 立山若宮                              | 立山開山堂 | 神明宮                     | 寶童社   | 神秘社                       | 閼伽池社      | 稻荷社   | 水神社     | 庚申社         |
| 祭神     | 主祭神：伊邪那岐神 相殿神：文武天皇、佐伯有若 | 主祭神：天手力雄神 相殿神：稻背入彥命 | 佐伯有賴   | 天照大神 豐受大神 麻續祖神 | 新川姬神 | 造化三神 大山祇神 久久廼智神 | 高龗神 暗龗神 | 倉稻魂神 | 水波能賣神 | 庚申青面金剛神 |

在蘆峅寺時期，一帶尚建有𪦮堂、閻魔堂、帝釋堂、大門、仁王門、地藏堂、大黑堂、刀尾天神若宮以及約三十多家宿坊，全數在廢佛毀釋時被拆毀。其中，𪦮堂在文獻上最早見於文正元年（1466年）6月的神保長誠寄進狀，提及其別稱「祖母堂」。不過，在享德2年（1453年）椎名淳成寄進狀中提到「三處地方」，富山縣認為便是指祖母堂、地藏堂和閻魔堂，因此興建時期應該更早。雖然立山在神佛習合時期是女人禁制，不過容許女性能夠參拜𪦮堂。在其附近建有稱為天之浮橋的布橋，布橋另一邊是閻魔堂，以前在彼岸時曾經舉行稱為布橋大灌頂的法會，參加的女性能夠和男性一樣在立山之神引領下於阿彌陀的淨土往生。富山縣指𪦮堂是寬6間（約10.91），長5間（約9.09）的唐風入母屋造建築，設有唐破風向拜，屋頂是柿葺，四周是廊台，《式內社調查報告》則指四面均為七間，其遺址的基壇在1972年獲整理，並且殘存一個天保15年（1844年）的手水鉢。
𪦮堂的祭神是𪦮尊，為從高天原而來的萬物母神，死後主宰冥界，神格上與伊邪那美類近。𪦮尊的神像有69尊，其中3尊本尊被認為是大日如來、阿彌陀如來和釋迦如來，在神佛分離時原本打算以新川神社之名保留但失敗，神像大部分也由魚津市的實相院接收，殘存於蘆峅的5尊則由富山縣立山博物館保存，其中一尊有永和元年（1375年）的墨書銘，其餘分別是室町時代兩尊、江戶初期一尊以及江戶中期一尊。
天正11年（1583年），佐佐成政以燈明錢的名義寄進66俵至𪦮堂，翌年作為中宮寺的寺領，承認蘆峅寺和本宮的領有權和守護不入。天正13年（1585年）8月，蘆峅寺毀於羽柴秀吉之手，秀吉在發給藤掛永勝等5位大名的文書中便提到他下令在立山𪦮堂至劍岳山麓一帶放火，該文書現藏於高野山。其後，𪦮堂也曾經獲前田利家在加賀藩時期寄進米100俵地，神社本身也獲其寄進社地4260步（約14082.64平方）、神輿兩個和神器。

### 雄山神社前立社壇
- 拜殿
- 本殿
- 左起是八幡宮、刀尾社和稻荷社

雄山神社前立社壇又稱大宮、岩峅前立社壇或岩峅雄山神社，江戶時代稱為岩峅寺，1879年從遙拜所復稱為前立社壇。境內面積達5300坪（約17520.66平方），本殿是五間社流造，建有一間向拜，為正面寬約10.78米，長約9.9米，高約6.45米的檜皮葺屋頂木造建築，在北陸地方五間社流造本殿中規模最大，為室町時代建築。根據神社官方說法，本殿在建久年間（1190年至1199年）由源賴朝建成，根據富山市文珠寺的寶壽院藏的棟札記載，某神社由明舜建於在應仁元年4月28日（1467年5月31日），同年11月5日（12月1朱）遷宮，在這之前神社建於承久2年8月8日（1220年9月6日），《式內社調查報告》認為這座神社便是前立社壇，神社官方則指神社最初是由源賴朝建成，其後在明應元年（1492年）由足利義稙建成，天正11年（1583年）再由佐佐成政修建。1923年，本殿獲政府資助進行解體重建，1945年為止屋頂為柿葺，其後改為檜皮葺，2000年重鋪屋頂。
拜殿作為紀元二千六百年紀念行事的一環，由富山縣政府在1940年開始興建，於1942年完工，同時期建成的還有幣殿、神饌所、本殿的圍牆、舊社務所、齋館、表神門、東神門、石燈籠、春日燈籠和手水舍等等，原本室町時代的拜殿則被拆毀。社務所建於1995年12月，舊社務所的一部分是齋館，在其旁邊的石舞台則建於2009年10月。此外，攝末社有攝社刀尾社、末社稻荷社和八幡宮，刀尾社原本是岩峅寺地區的氏社，在前立社壇本殿修理時，神體會暫放至此，因此又稱為御假殿。刀尾社和稻荷社在雄山神社升為國幣小社時遷至境內，八幡宮原本是靈壇，在1869年神佛分離時改建而成，1940年，新宮社（大國主命）、神明宮（天照大神和保食神）、岩崎社（天日鷲命）、天神社（長白羽命）、若宮社（大日霎貴命和若年命）、西宮社（積羽八重事代主命）、風宮（志那津比古命和志那津比女命）和嬰文社（天宇受賣命）由於遭到破壞而合祀至八幡宮。
| 神社名稱 | 刀尾社                  | 稻荷社                    | 八幡宮 |
| 祭神     | 伊佐布魂命 （刀尾天神） | 宇迦之御魂神 （倉稻魂命） | 應神天皇、神功皇后、稻脊入彥命、菅原利家、佐伯有賴、大國主命、天照大神、天日鷲命 保食神、大日孁貴命、長白羽命、若年命、積羽八重事代主命、志那津比古命、志那津比女命、天宇受賣命 |

## 祭事
| 月次祭和交通安全祈願祭（每月1日） |                                                      |     |                                                                                     |     |                                                                                   |      |                                                                                                |
| 1月                               | 歳旦祭（1月1日） 日供始祭（1月2日） 元始祭（1月3日） | 4月 | 庚申社春祭（4月4日） 春季例大祭（4月8日） 神輿渡御（4月吉日） 昭和天皇祭（4月29日） | 7月 | 產業交通安全祈願祭（7月7日） 峰本社例祭（7月25日） 中宮例大祭（7月25日和7月26日） | 10月 | —                                                                                              |
| 2月                               | 建國祭（2月11日） 初午祭（2月初午）                  | 5月 | —                                                                                   | 8月 | 末社稻荷社例祭（8月21日） 末社八幡宮例祭（8月25日）                               | 11月 | 秋季大祭（11月3日） 庚申社秋祭（11月4日） 崇敬會大祭（11月第3個星期日） 新穀感謝祭（11月吉日） |
| 3月                               | 御衣祭（3月13日） 鎮火祭（3月24日）                  | 6月 | 水神社祭禮（6月15日） 五穀豐收祈願祭（6月吉日） 夏越大祓式（6月30日）               | 9月 | 攝社刀尾社例祭（9月15日）                                                         | 12月 | 煤拂式（12月20日） 天長祭（12月23日） 年越大祓式、除夜祭（12月31日）                           |

1月1日，在中宮祈願殿舉行名為蘆峅寺的宮參（芦峅寺のミヤマイリ）的儀式，當天蘆峅寺地區的信眾前來初詣，以前信眾均穿上正式服裝，並且攜同神酒和供品前來參拜。在參拜境內各社後，信眾會獲分發歲餅，吃歲餅寓意獲神明賜予新一年，歲餅在以前是由穿上法被的年輕信眾以圍上注連繩的青竹所製，並且僅分發予蘆峅寺地區的信眾。3月13日，在立山開山堂舉行名為蘆峅寺的𪦮尊更衣（芦峅寺のおんば様のお召し替え）的儀式，蘆峅寺地區的女信眾在閻魔堂以白布一針一線地縫製衣服，在參拜開山堂和進行祓後以此替𪦮尊更衣，這項儀式也是富山縣指定無形民俗文化財。
在7月25日和7月26日，於中宮例大祭舉行名為蘆峅雄山神社神輿練（芦峅雄山神社神輿練り）的儀式。7月25日，在神事完成後，勸請立山大宮和立山若宮的兩座神輿會在蘆峅寺地區的主要道路巡行，在巡回完成後於境內的石舞台奉納立山之舞。翌日，各自勸請立山大宮和立山若宮靈代的兩座神輿先在參道的交叉點相遇並且打招呼，然後以若宮神輿為先，大宮神輿隨後出發，並且在鳥居前方舉行神事。其後，以大宮神輿為先，若宮神輿隨後出發，並且在境內的石舞台奉納立山之舞，其後前往交叉點相互告別便各自回到大宮和若宮。這項儀式也是立山町指定無形民俗文化財。11月3日，雄山神社前立社壇在秋季例大祭會舉行名為雄山神社前立社壇的稚兒舞（雄山神社前立社壇の稚児舞）的儀式，先從岩峅寺地區中挑選少年和男童各兩名，由於他們都是神明的依代，因此為了不讓他們踏在地上，都會把他們背起來。其後，他們在境內的石舞台獻上矛之舞、扇之舞和蝴蝶之舞。這項儀式也是立山町指定無形民俗文化財。

## 文化財

### 重要文化財

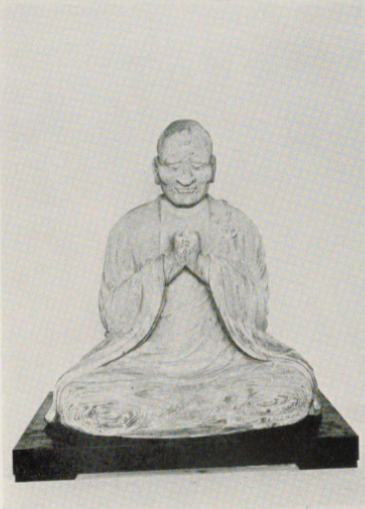
慈興上人坐像

雄山神社前立社壇的本殿和蘆峅中宮祈願殿藏木造慈興上人坐像均是重要文化財，分別在1906年4月14日和1931年1月19日獲指定。木造慈興上人坐像高87.9厘米，為以立山杉製成的寄木造佛像，推測在鎌倉時代初期製成，原本是彩色，但是顏料已經剝落，形態上以在雨雪中進行瀧行以及於岩洞內修行為概念，雙手是內縛的金剛合掌，慈興則是指佐伯有若或有賴。坐像在獲指定後曾經因為境內杉樹倒塌至開山堂而造成損毀，1966年7月在得到日本政府資助下送往京都府京都市的國寶修理所修復，同年度另建收藏庫來保存。

### 富山縣指定文化財
- 黃銅製佛餉鉢
- 牡丹花鳥雀紋鏡
- 越中立山岩峅寺古文書

蘆峅中宮祈願殿藏黃銅製佛餉鉢、牡丹花鳥雀紋鏡、境內杉林和雄山神社前立社壇藏越中立山岩峅寺古文書是富山縣指定文化財。黃銅製佛餉鉢在1965年2月21日獲指定，總共有三個，鉢的直徑是19.4厘米，高10.3厘米，外側刻有「葦峅𪦮御本尊 為現當二世 悉地成就也 護持施主 一光道本禪定門 天文十六丁未 歲三月八日」，鉢蓋直徑是18.3厘米，高3.9厘米，蓋面有雙重同心圓條紋，其內側刻有「寺嶋孫兵衛職惠」，在其左右兩旁另刻有「葦峅𪦮」和「御本尊」，蓋頂頂端部分均已缺失。佛餉鉢是神保長職家來寺嶋職惠在天文16年3月8日（1547年3月29日）為了一光道本的追善供養而寄進至𪦮堂，為富山縣內最古老的佛餉鉢。牡丹花鳥雀紋鏡在1965年2月21日獲指定，為直徑20厘米，厚1.2厘米的青銅製和鏡，背面以寫生風格刻畫有牡丹、兩隻灰喜鵲和蝴蝶，雖然據傳為藤原時代的風格，但是推測為鎌倉時代的作品。明治初年，此鏡在立山大宮後方的岩窟中被發現，由於鏡有小孔，因此推測曾經作為奉納鏡展示，為蘆峅中宮祈願殿的神寶。
蘆峅中宮祈願殿境內杉林在1967年9月26日獲指定，由122棵立山杉組成，樹齡大約是400至500年，樹圍均達兩公尺以上，最寬的達6.6米，高約40至50米，為富山縣僅有的由大量巨杉組成的樹林。越中立山岩峅寺古文書在1965年1月1日獲指定，收錄自明應元年（1492年）至昭和時期關於岩峅寺的總共481封文書和35幅古地圖，平時收藏於唐櫃內。

### 立山町指定文化財
蘆峅中宮祈願殿的若宮社殿、仲宮社叢、神輿、 石燈籠、雄山神社前立社壇的境內林、湯立釜和石造狛犬是立山町指定文化財。若宮社殿和仲宮社叢在1964年6月11日獲指定，神輿和石燈籠在1974年12月16日獲指定，其中石燈籠以安山岩製成，分別建於往立山若宮和立山大宮的參道兩旁，高310厘米，由佐伯本雄在元祿2年10月12日（1689年11月23日）寄進。雄山神社前立社壇的境內林在1987年11月30日獲指定，湯立釜和石造狛犬分別在1998年4月24日和2004年2月10日獲指定，其中湯立釜直徑4尺4寸（約1.33），高兩尺4寸（約0.73），由高岡的鑄工金森彥兵衛鑄造而成，寄進自前田齊泰，原本有雌雄各一，不過雌釜在安政5年（1858年）的水災時被沖至常願寺川，僅存雄釜。以前，信眾以此釜燒來的水灑在自己身上，從而向神明發誓自己沒有罪孽。石造狛犬則分別建於拜殿賽錢箱兩旁，以綠色凝灰岩製成，高91.5厘米，寬48.5厘米，厚度是31.8厘米，由前田利長正室玉泉院寄進。

## 註解
1. ↑  《日本歷史地名大系》將新川神比定為新川神社（日语：新川神社 (富山市)），該神社在江戶中期至明治維新期間為雄山神社的前立社[7]。
2. ↑  《越中國式內等舊社記》主張立山外宮是指位於射水郡八代庄戶津宮村（現富山縣冰見市戶津宮（日语：宇波村））的日宮神社，石原與作則認為是位於新川郡太田本鄉（現富山縣富山市太田南町（日语：太田村 (富山県上新川郡)））刀尾神社[7][3]。
3. ↑  閻魔堂和布橋分別在1928年和1970年重建[22][3]。

## 外部連結
- . 雄山神社.   [2022-12-29] （日语）.
- . 雄山神社.   [2022-12-29] （日语）.
- . 全國一之宮巡拜會.   [2022-12-29] （日语）.
- . 全國一之宮巡拜會.   [2022-12-29] （日语）.
- . 全國一之宮巡拜會.   [2022-12-29] （日语）.
- . kotobank （日语）.
- 的Instagram帳戶（日語）